# Acacia westiana
Acacia westiana é uma espécie de leguminosa do gênero Acacia, pertencente à família Fabaceae.